# Sigge Cederlund
Gösta Sigge Arnold Cederlund, född 11 juni 1931 i Södra Åsums församling i Malmöhus län, död 13 juli 2020 i Lunds Allhelgona distrikt, var en svensk skådespelare och estradör.

## Filmografi
- 1986 – Esarparen
- 1986 – Yngsjömordet
- 1995 – Lust och fägring stor
- 1995 – Simhallen

## Teater

### Roller (ej komplett)
| År   | Roll | Produktion                                           | Regi        | Teater            |
| ---- | ---- | ---------------------------------------------------- | ----------- | ----------------- |
| 1981 |      | Blodsbröllop (Bodas de Sangre) Federico García Lorca | Eva Sköld   | Malmö Stadsteater |
| 1992 | Nagg | Slutspel (Fin de partie) Samuel Beckett              | Bo Rehnberg | Lundagruppen      |